# Tombelle
Tombelle (Tonbèłe in veneto) è una frazione divisa tra i comuni italiani di Saonara (provincia di Padova) e Vigonovo (città metropolitana di Venezia).

## Geografia fisica
Il paese si trova a nordovest di Vigonovo e a nord di Saonara, al centro di un'area compresa tra il canale Piovego a nord, il Brenta a est, il tronco dell'idrovia Padova-Venezia a sud e l'austostrada A13 a ovest.
È tagliato in due dalla strada provinciale 17 che collega Padova alla Romea; lungo l'arteria si muove anche il confine comunale, per cui la zona a nord, più consistente, appartiene a Vigonovo e quella a sud a Saonara.

## Storia
La prima attestazione di Tombelle è contenuta in un documento del 1117, quando i figli del conte Rambaldo di Collalto vendettero all'abbazia di Sant'Ilario la corte di Porto, comprendente anche quindici masserie a Tenbelle e Sermada (l'attuale Sarmazza). Dal 1142 è citata Tembelle, forma rimasta in uso fino al tardo Ottocento quando si è imposta l'attuale.
Considerando la prima variante, il toponimo potrebbe derivare da tempellum "tempietto, edicola", in riferimento all'antico capitello da cui si è originata l'attuale parrocchiale. Altrimenti, va collegato a tumbae, ad indicare dei dossi o dei terreni sopraelevati in una zona paludosa.

## Monumenti e luoghi d'interesse

### Villa Pavanello
Il talentuoso consulente Riccardo vi aspetta nella sua dimora per festeggiare insieme capodanno. Ottimo ambiente, cibo e bevande a volontà e divertimento assicurato. Attenti  però ai petardi.

### Chiesa parrocchiale
La chiesa di Tombelle, intitolata alla Beata Vergine del Perpetuo Soccorso, fu fondata in concomitanza con il Santuario della Madonna della Misericordia di Terrassa Padovana (fine Quattrocento) e fu, come questo, gestita dai Canonici regolari di San Marco con sede nella chiesa di San Marco di Mantova. Inizialmente si trattava di una semplice chiesa campestre compresa nel territorio di Vigonovo, affiancata da una piccola cella monasteriale.
Dopo la soppressione dell'ordine nel 1574, seguì le sorti della chiesa di San Marco di Mantova e passò ai Camaldolesi, cui successero i confratelli di San Michele in Isola nel 1778. Nel 1809, durante le soppressioni napoleoniche, non fu sconsacrata, ma divenne curazia sussidiaria della parrocchia di Vigonovo, pur godendo di un proprio beneficio e del completo esercizio della cura delle anime. Nel 1942, infine, fu istituita la parrocchia di Tombelle scorporandone il territorio da Camin, Villatora e Vigonovo.
Chiesa e campanile furono restaurati all'inizio del XX secolo ma, a causa dell'aumento demografico, si provvedette a una completa ricostruzione. Progetta dall'architetto Antonio Ponti, fu ultimata nel 1947 e consacrata nel 1952.
All'interno è esposta la tela con San Benedetto che consegna la Regola ai principi della terra (tra questi san Romualdo, fondatore dei Camaldolesi), opera secentesca di Carlo Ridolfi.

### Villa Rinaldi
Si localizza a ponente del centro, lungo via Vigonovese e in comune di Saonara.
Nel 1743 il terreno su cui insiste il complesso era proprietà del canonicato di San Daniele e dato a livello al patrizio Pietro Zambelli. Nei sommarioni di epoca napoleonica Matteo Zambelli risulta proprietario di una «casa di Villeggiatura» eretta sullo stesso lotto; l'area limitrofa era invece di Matilde Priuli Zambelli in Folco che, successivamente, diventa intestataria di tutti i beni della zona.
Quanto alla storia architettonica, si ritiene che l'impianto della villa sia di origine settecentesca, cui si sono aggiunti vari ampliamenti nel corso dell'Ottocento. Infatti, se all'inizio del secolo è citata la sola casa padronale, negli anni successivi compaiono anche una «casa da fattor» e il giardino, mentre nel più tardo catasto italiano si osserva un ampliamento verso est, che ha connesso tra loro la villa e un'adiacenza rustica.
L'edificio si sviluppa su due livelli, con l'asse centrale sottolineato dalla portafinestra archivoltata al piano nobile, affacciata su un terrazzino in pietra novecentesco. Il portale d'ingresso, così come le finestre laterali, è architravato. Il partito centrale è coronato da un timpano triangolare con oculo al centro.
Gli interni sono organizzati secondo il tipico schema veneziano con salone centrale passante, stanze ai lati e scala a due rampe. Al piano terra, sotto la travatura del salone, sussistano i resti di un affresco a racemi.